# Andreas Lubetz
Andreas Lubetz (* 30. September 1976) ist ein ehemaliger österreichischer Radballspieler, der 2003 Österreichischer Radball-Meister wurde.

## Werdegang
2001 wurde er Zweiter und 2003 wurde er zusammen mit seinem Team-Partner Reinhard Schneider österreichischer Meister im Radball.
2003 wurde er in der Schweiz Dritter beim Radball-Europacup.
Beim Radball-Weltcup 2003 belegten die beiden den vierten Rang, beim Radball-Weltcup 2004 den neunten und beim Radball-Weltcup 2008 den zehnten Rang.
Auch sein Bruder Simon ist aktiver Radballer.
Im Dezember 2009 beendete Andreas Lubetz seine aktive Karriere beim RC Höchst. Heute ist der Marketing-Manager eines Möbelzulieferers als sportlicher Leiter tätig.

## Erfolge
- Bronzemedaille Weltmeisterschaft 2003
- Österreichischer Meister 2003
- 1 Weltcup-Sieg 2003
- 3. Rang Europacup 2003